# SunEnergy Europe
SunEnergy Europe ist ein im Bereich Photovoltaik (Strom aus Sonne) tätiges Unternehmen mit den zwei Hauptgeschäftsfeldern Fachgroßhandel sowie Projektierung und Bau von Photovoltaik-Großanlagen. SunEnergy Europe ist deutschland-, europa- und weltweit aktiv. Hauptsitz des Unternehmens ist die Gemeinde Seevetal in Niedersachsen. SunEnergy Europe beschäftigt rund 60 Mitarbeiter, den größten Teil davon in Deutschland.

## Geschichte
2001 gründete Hartwig Westphalen die SunEnergy GmbH. Hervorgegangen ist die GmbH aus einem 1997 gestarteten Beratungsunternehmen.
Anfangs bediente SunEnergy vom Hamburger Standort aus hauptsächlich den norddeutschen Photovoltaikmarkt. Zusammen mit einem wachsenden Partnernetzwerk wurde der Vertrieb schließlich auf ganz Deutschland ausgedehnt. Parallel zu der Ausweitung des Handelsgeschäfts für Photovoltaikkomponenten und Systemlösungen wurde auch das Projektgeschäft intensiviert. Erste Solarstromkraftwerke wie die Anlage auf der Deponie Neu-Wulmstorf bei Hamburg legten den Grundstein für den Vorstoß in den Megawattbereich. Nach einer Vielzahl von Folgeprojekten hat SunEnergy Referenzen für Photovoltaikanlagen in allen Größenordnungen.
Die Expansion auf europäischer Ebene begann im Oktober 2006 in Zusammenarbeit mit Partnern auf dem spanischen Markt. Mit der Umbenennung zu SunEnergy Europe wurde 2007 der zunehmend internationalen Ausrichtung auch im Namen der Firma Rechnung getragen. Zusammen mit Partnerfirmen waren zu diesem Zeitpunkt bereits weitere Solarstromkraftwerke in Italien, Bulgarien und Griechenland realisiert worden.
Heute vertreibt die SunEnergy Europe GmbH europa- und weltweit Photovoltaikprodukte. In 2011 ist SunEnergy Europe Hauptsponsor der Solarbundesliga.
Anfang 2017 wurde die SunEnergy Europe von der SPR Energie GmbH, einem Full-Service Dienstleister im Bereich Planung, Installation sowie technischer und kaufmännischer Betriebsführung von Photovoltaikanlagen und Ladeinfrastruktur für Elektrofahrzeuge, übernommen. Heutiger Firmenstandort der SunEnergy Europe ist Seevetal in Niedersachsen.

## Tätigkeitsfelder
SunEnergy Europe betreibt einen Photovoltaik-Großhandel für gewerbliche Großkunden wie Solarteure, Elektroinstallateure, Dachdecker sowie Sanitär- und Heizungsbauer. Das Sortiment umfasst Solarmodule, Wechselrichter, Montagesysteme für Dach- und Freiflächenanlagen, Stecksysteme, Solarkabel, Monitoringdienstleistungen sowie Speichersysteme. Des Weiteren vertreibt SunEnergy Europe Systemlösungen wie Photovoltaik-Bausatzpakete und die „Energiehalle“.
Seit vielen Jahren plant, projektiert, baut und betreibt die SunEnergy Europe große Photovoltaik-Aufdachanlagen und Solarparks auf der Freifläche.

## Großprojekte
SunEnergy Europe hat 2005 als Generalunternehmer auf der ehemaligen Mülldeponie Neu Wulmstorf für die Stadtreinigung Hamburg ein Solarkraftwerk mit 500 kWp Leistung gebaut. Die Stromerträge der Anlage reichen rechnerisch für die jährliche Stromversorgung von ca. 280 Personen.
Im Zuge der europäischen Expansion hat SunEnergy Europe 2008 als Generalunternehmer ein Freiflächen-Solar-Kraftwerk mit 3,2 MWp Leistung auf der Balearen-Insel Menorca errichtet. 2010 wurde zusammen mit Partnern das Bürgersolarkraftwerk Meldorf mit 7,6 MWp errichtet, sowie ein Solarpark im Achtrup mit 8,3 MWp. Zur Finanzierung des Solarkraftwerkes Meldorf wurde zusammen mit Q 1 Verwaltungs GmbH und Neitzel & Cie der Fonds Solarenergie Nord aufgelegt, an dem sich viele Bürger der Region Meldorf beteiligt haben. Auch die Ertragsdaten von Meldorf sind auf der Webseite einzusehen. Weitere Projekte im Megawattbereich wurden 2010 in Löbnitz (Vorpommern) und Lucignano (Italien) realisiert. Zudem wurde auf Betriebsgebäuden von dem Tierpark Hagenbeck in Hamburg auf Basis eines Energy-Contracting-Modells eine Anlage mit einer Spitzenleistung von 150 kWp gebaut. Über die im Erneuerbare-Energien-Gesetz vorgesehene Möglichkeit des Eigenverbrauchs wird der Strom größtenteils vom Tierpark Hagenbeck selbst verbraucht werden und so in Zukunft unter anderem der Kühlung des im Bau befindlichen Eismeers zur Verfügung stehen.